# Hayden Muller
Hayden Kai Muller (* 7. Februar 2002 in Croydon, London) ist ein englischer Fußballspieler, der beim FC Millwall in der EFL Championship unter Vertrag steht.

## Karriere
Hayden Muller kam als Zehnjähriger zur Jugend des FC Millwall. Der Innenverteidiger führte Millwalls U18-Mannschaft zu einem Lauf im FA Youth Cup in der Saison 2019/20, der im Viertelfinale gegen den FC Chelsea an der Stamford Bridge endete. Als Stammspieler der U23-Mannschaft von Millwall kam Muller am letzten Spieltag der Saison 2019/20 zu seinem Profidebüt in der ersten Mannschaft gegen Huddersfield Town. Der Verteidiger spielte unter Gary Rowett in der Saison 2020/21 in einem Spiel im Carabao Cup gegen das Premier-League-Team aus Burnley und zweimal in der zweiten Liga gegen Watford und Bristol City. Ab Juli 2021 wurde Muller für die gesamte Saison 2021/22 an den FC St. Johnstone in die Scottish Premiership verliehen.